# Union des syndicats des travailleurs du Niger
L'Union des syndicats des travailleurs du Niger (USTN), est une confédération syndicale nigérienne fondée en 1960. Elle est affiliée à la Confédération syndicale internationale (CSI). 

## Histoire
L'UNTN Union nationale des travailleurs du Niger est fondée en 1960, après l'indépendance du pays. Elle prend le nom de USTN Union des syndicats des travailleurs du Niger en 1978. Le 19e congrès de l'USTN se tient les 24 et 25 septembre 2021 et porte Alain Adikan à la fonction de Secrétaire général de la confédération.

## Organisations affiliées
- Syndicat des agents de l’information (SAINFO)
- Syndicat national des conducteurs routiers du Niger (SNCRN)

## Dirigeants
- Abdou Maigandi
- Zama Allah Mahaman